# Борщёв, Сергей Тимофеевич
Сергей Тимофеевич Борщов (в наградном листе — Борщов) (1912—1977) — Гвардии полковник Советской Армии, участник Великой Отечественной войны, Герой Советского Союза (1946).

## Биография
Сергей Борщёв родился 18 февраля 1912 года в селе Косы (ныне — Подольский район Одесской области Украины) в рабочей семье. После окончания неполной средней школы и школы фабрично-заводского ученичества работал на шахте забойщиком. В 1930—1935 годах проходил службу в Рабоче-крестьянской Красной Армии. В 1932 году вступил в ВКП(б), в том же году окончил военную авиационную школу лётчиков в Оренбурге. В 1939 году был повторно призван в армию. С начала Великой Отечественной войны на её фронтах. К апрелю 1945 года гвардии подполковник Сергей Борщёв был заместителем по лётной части командира 79-го гвардейского штурмового авиаполка (2-й гвардейской штурмовой авиадивизии, 16-й воздушной армии, 1-го Белорусского фронта).
К апрелю 1945 года Борщёв совершил 132 года на разведку и штурмовку железнодорожных эшелонов, переправ, скоплений техники и живой силы врага.
Указом Президиума Верховного Совета СССР от 15 мая 1946 года гвардии подполковник Сергей Борщёв был удостоен высокого звания Героя Советского Союза с вручением ордена Ленина и медали «Золотая Звезда».
В 1952 году Борщёв окончил Военно-воздушную академию, в 1956 году — Военную академию Генерального Штаба. Был начальником кафедры академии, имел учёную степень кандидата военных наук. В 1964 году в звании гвардии полковника Борщёв был уволен в запас. Проживал и работал в Одессе. Скончался 5 мая 1977 года.

## Награды
Был также награждён пятью орденами Красного Знамени, орденами Александра Невского и Красной Звезды, а также рядом медалей.